# ديك غوردون
ديك غوردون (بالإنجليزية: Dick Gordon) هو لاعب كرة قدم أمريكية أمريكي، ولد في 1944 في سينسيناتي في الولايات المتحدة.

## وصلات خارجية
- ديك غوردون على موقع مرجع كرة القدم المحترفة.كوم (الإنجليزية)